# L'onorevole Angelina
L'onorevole Angelina è un film italiano del 1947 diretto da Luigi Zampa.
Per esso, la grande protagonista Anna Magnani si aggiudicò la Coppa Volpi alla miglior attrice al Festival di Venezia.

## Trama
(Monologo in romanesco di Angelina (Anna Magnani) all'inizio del film)
Nella borgata romana di Pietralata, Angelina vive, con la sua e con altre famiglie, in abitazioni fatiscenti fatte costruire, approfittando dei contributi statali del periodo fascista, dal Commendatore Garrone su un suo terreno a rischio di inondazione.

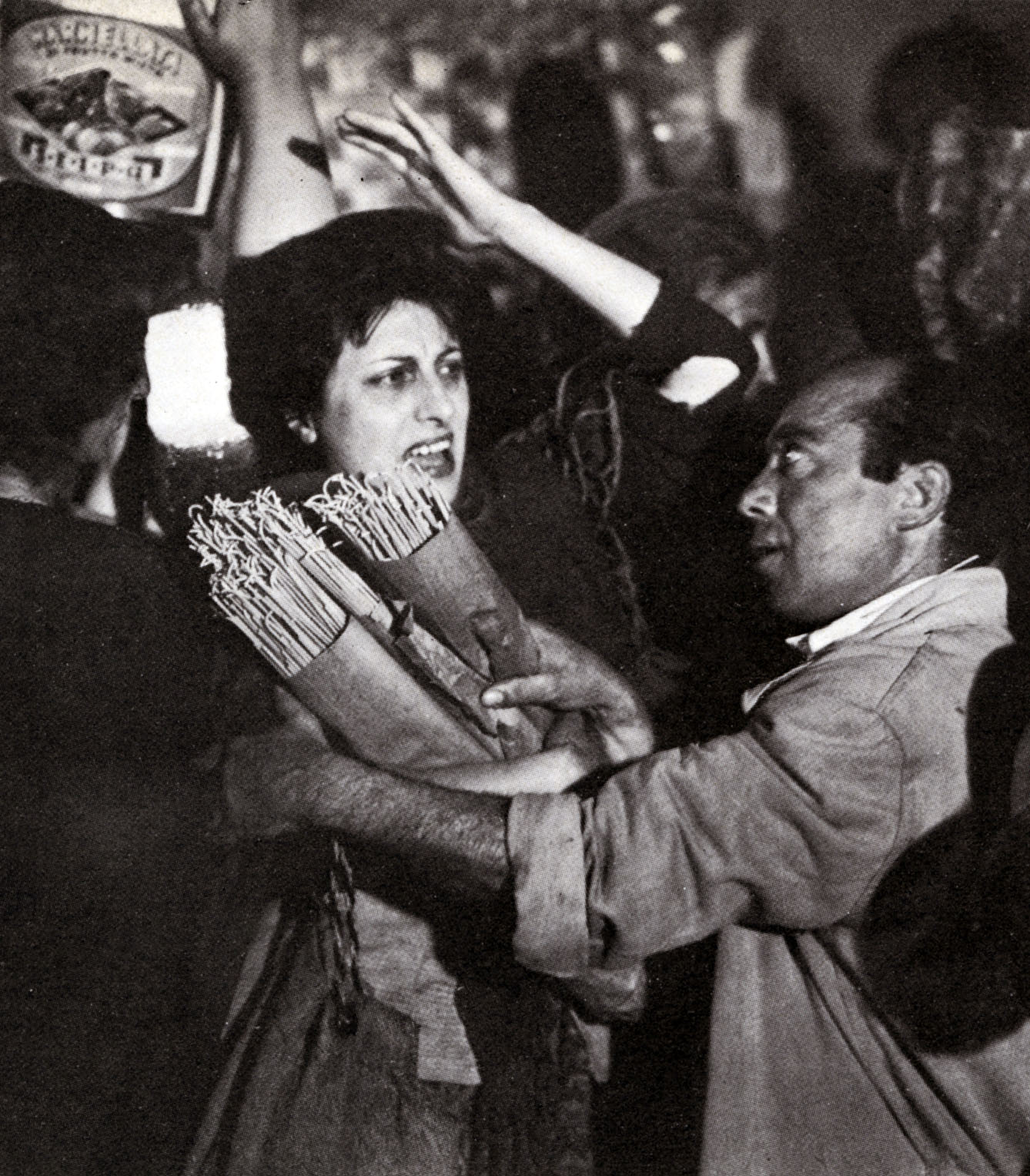
Anna Magnani e Ughetto Bertucci in una scena del film

Con le sue "baccagliate" Angelina diventa una paladina della povera gente: donna molto forte e mai intimidita dal dire la sua, combatte gli speculatori della borsa nera, riesce ad ottenere la distribuzione della pasta, la fornitura dell'acqua e lo spostamento della fermata dell'autobus nel quartiere.
A causa di una violenta alluvione, però, gli abitanti della borgata si ritrovano senza casa e tutte le donne, capeggiate da Angelina, decidono perciò di occupare i nuovi fabbricati che il Commendator Garrone sta facendo costruire proprio nelle vicinanze. Il marito di Angelina, poliziotto, viene costretto ad arrestare la moglie, ma per fortuna il Commendator Garrone non sporge denuncia e anzi concede un nuovo alloggio ad Angelina e alla sua famiglia.
Le altre donne del quartiere eleggono Angelina come loro rappresentante, e la vorrebbero addirittura come onorevole alla Camera dei Deputati. Angelina convince le sue compagne ad abbandonare i nuovi fabbricati, sicura che il Commendatore Garrone affitterà a loro gli appartamenti una volta terminati i lavori.
Si rende conto invece, durante una cena a casa del Commendatore, di essere stata ingannata e manipolata dal ricco imprenditore edile. Tornata nel quartiere, viene contestata ed ingiuriata: così cerca ancora di occupare gli appartamenti, ma stavolta finisce in prigione. Ma il figlio del Commendatore, innamorato della figlia di Angelina convince il padre a rispettare i suoi impegni e gli abitanti del quartiere potranno finalmente avere i nuovi appartamenti.
Angelina dichiara di voler rifiutare d'ora in poi ogni incarico politico e torna a fare la casalinga vicino a suo marito e alla sua famiglia.

## Produzione

### Riprese
Il film venne girato interamente a Roma, a Cinecittà.

## Distribuzione
Il film uscì per la prima volta nelle sale cinematografiche italiane il 12 novembre del 1947; mentre negli Stati Uniti il film venne distribuito, col titolo internazionale Angelina, a partire dal 5 aprile 1948, ed in Francia il 2 marzo dell'anno successivo.

## Accoglienza

### Incassi
Il film raggiunse il 4º posto nella graduatoria dei maggiori incassi della stagione cinematografica 1947-48.

### Critica
(Umberto Barbaro, l'Unità, 13 settembre 1947)
(Mario Gromo, La Stampa, 20 novembre 1947)
(Bosley Crowther, New York Times, 15 gennaio 1948)
Il film è stato poi selezionato tra i 100 film italiani da salvare.

## Riconoscimenti

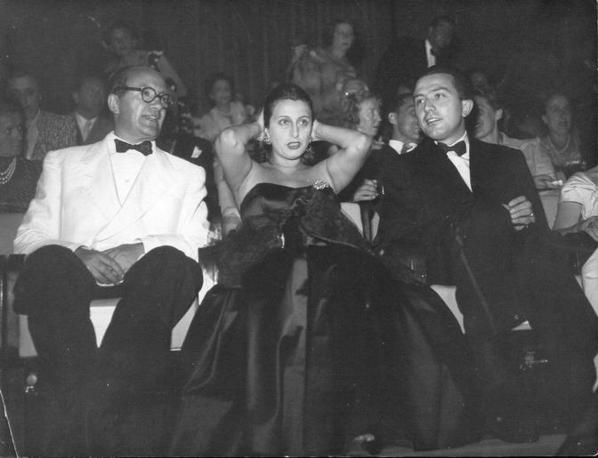
Giulio Andreotti (a destra) con Anna Magnani e Giovanni Ponti al Festival di Venezia del 1947, per l'anteprima del film

- 1947 - Mostra internazionale d'arte cinematografica[10]
  - Coppa Volpi per la migliore attrice ad Anna Magnani
  - Candidatura per il Leone d'oro al miglior film a Luigi Zampa
- 1947 - Nastro d'argento
  - Nastro d'argento alla migliore attrice protagonista ad Anna Magnani[3][11]